# پیتر دانکن
پیتر دانکن (انگلیسی: Peter Duncan؛ زادهٔ ۸ سپتامبر ۱۹۶۴) کارگردان فیلم و فیلم‌نامه‌نویس اهل استرالیا است.
از فیلم‌هایی که وی در آن‌ها نقش داشته است، می‌توان به فرزندان انقلاب  اشاره نمود.